# Affonsea campestris
Affonsea campestris là một loài thực vật có hoa trong họ Đậu. Loài này được Vinha mô tả khoa học đầu tiên.